# Letheobia pauwelsi
Letheobia pauwelsi är en ormart som beskrevs av Wallach 2005. Letheobia pauwelsi ingår i släktet Letheobia och familjen maskormar. Inga underarter finns listade i Catalogue of Life.
Denna orm förekommer endemisk i Gabon. Honor lägger ägg.